# Тренд
Тренд (англицизм  от trend — тенденция) — основная тенденция изменения чего-либо: например, в математике — временного ряда. Тренды могут быть описаны различными уравнениями — линейными, логарифмическими, степенными и так далее. Фактический тип тренда устанавливают на основе подбора его функциональной модели статистическими методами либо сглаживанием исходного временного ряда.

## Приложения
Тренд в экономике — направление преимущественного движения показателей. Обычно рассматривается в рамках технического анализа, где подразумевают направленность движения цен или значений индексов. Чарльз Доу отмечал, что при восходящем тренде последующий пик на графике должен быть выше предыдущих, при нисходящем тренде последующие спады на графике должны быть ниже предыдущих (см. Теория Доу). Выделяют тренды восходящий (бычий), нисходящий (медвежий) и боковой (флэт). На графике часто рисуют линию тренда, которая на восходящем тренде соединяет две или более впадины цены (линия находится под графиком, визуально его поддерживая и подталкивая вверх), а на нисходящем тренде соединяет два или более пика цены (линия находится над графиком, визуально его ограничивая и придавливая вниз). Трендовые линии являются линиями поддержки (для восходящего тренда) и сопротивления (для нисходящего тренда).
Тренд в моде — актуальное (ближайшее, краткосрочное) направление, периодически повторяющаяся тенденция развития моды.
Тренд в интернет-сети — увеличение количества поисковых запросов, сообщений, тем, статей по определённой тематике. Примеры текущих трендов:
- https://trends.google.com/trends/ (рус.)
- https://wordstat.yandex.ru/ (рус.)

Тренд в промышленной автоматике (в SCADA-системе) — журнал событий, содержащий значение времени и значение каждого входа и выхода программируемого логического контроллера в этот момент. Построенный по этим значениям график позволяет оценить динамику технологического процесса.

## Методы оценки
1. Параметрические — рассматривают временной ряд как гладкую функцию от t: {\displaystyle X(t)=f(t),t=1...n;}. При этом сначала выявляют один либо несколько допустимых типов функций {\displaystyle f(t)}; затем различными методами (например, МНК) оценивают параметры этих функций, после чего на основе проверки критериев адекватности выбирают окончательную модель тренда. Важное значение для практических приложений имеют линеаризованные тренды, то есть тренды, приводимые к линейному виду относительно параметров использованием тех или иных алгебраических преобразований.
2. Непараметрические — это разные методы сглаживания исходного временного ряда — скользящие средние (простая, взвешенная), экспоненциальное сглаживание. Эти методы применяются как для оценки тренда, так и для прогнозирования. Они полезны в случае, когда для оценки тренда не удается подобрать подходящую функцию.